# Torneo del Interior A 2017
El Torneo del Interior A 2017 fue la décima sexta edición de la competencia de clubes del interior más importante de rugby en Argentina.
La Tablada se consagró campeón al derrotar a GER por 25 a 13.

## Forma de disputa
El torneo contó con cuatro zonas de 4 equipos cada una. Se jugó todos contra todos a una rueda, dónde los 2 primeros avanzaron a la siguiente fase.

## Equipos
| Torneo     | Equipo              | Ciudad                |
| ---------- | ------------------- | --------------------- |
| NOA        | Natación y Gimnasia | San Miguel de Tucumán |
| Litoral    | GER                 | Rosario               |
| Litoral    | Santa Fe            | Santa Fé              |
| Litoral    | CAE                 | Paraná                |
| Cuyo       | Los Tordos          | Mendoza               |
| Cuyo       | Marista             | Luján de Cuyo         |
| Cuyo       | Peumayén            | Mendoza               |
| Córdoba    | La Tablada          | Córdoba               |
| Córdoba    | Palermo Bajo        | Córdoba               |
| Córdoba    | Córdoba Athletic    | Córdoba               |
| Pampeano   | San Ignacio         | Mar del Plata         |
| Pampeano   | Comercial           | Mar del Plata         |
| Pampeano   | Sportiva            | Bahía Blanca          |
| Patagónico | Neuquén             | Neuquén               |
| NEA        | CURNE               | Resistencia           |
| NEA        | Taraguy             | Corrientes            |

### Distribución geográfica de los equipos
| Jurisdicción              | Cant. | Equipos                                    |
| ------------------------- | ----- | ------------------------------------------ |
| Provincia de Santa Fe     | 2     | Santa Fe, GER                              |
| Provincia de Mendoza      | 3     | Los Tordos, Marista, Peumayén              |
| Provincia de Tucumán      | 1     | Natación y Gimnasia                        |
| Provincia de Córdoba      | 3     | La Tablada, Córdoba Athletic, Palermo Bajo |
| Provincia de Buenos Aires | 3     | San Ignacio, Sportiva, Comercial           |
| Provincia de Chaco        | 1     | CURNE                                      |
| Provincia de Corrientes   | 1     | Taraguy                                    |
| Provincia de Neuquén      | 1     | Neuquén                                    |
| Provincia de Entre Ríos   | 1     | CAE                                        |

## Primera fase

### Zona 1
| Equipos          | Encuentros | Encuentros | Encuentros | Encuentros | Puntos |
| Equipos          | PJ         | PG         | PE         | PP         | Puntos |
| ---------------- | ---------- | ---------- | ---------- | ---------- | ------ |
| GER              | 6          | 6          | 0          | 0          | 27     |
| Córdoba Athletic | 6          | 4          | 0          | 2          | 20     |
| Neuquén          | 6          | 2          | 0          | 4          | 12     |
| Comercial        | 6          | 0          | 0          | 6          | 0      |

### Zona 2
| Equipos             | Encuentros | Encuentros | Encuentros | Encuentros | Puntos |
| Equipos             | PJ         | PG         | PE         | PP         | Puntos |
| ------------------- | ---------- | ---------- | ---------- | ---------- | ------ |
| Natación y Gimnasia | 6          | 4          | 0          | 2          | 19     |
| Santa Fe            | 6          | 3          | 0          | 3          | 16     |
| Sportiva            | 6          | 3          | 0          | 3          | 13     |
| Peumayén            | 6          | 2          | 0          | 4          | 10     |

### Zona 3
| Equipos    | Encuentros | Encuentros | Encuentros | Encuentros | Puntos |
| Equipos    | PJ         | PG         | PE         | PP         | Puntos |
| ---------- | ---------- | ---------- | ---------- | ---------- | ------ |
| Los Tordos | 6          | 4          | 0          | 2          | 20     |
| La Tablada | 6          | 3          | 0          | 3          | 16     |
| CURNE      | 6          | 3          | 0          | 3          | 13     |
| CAE        | 6          | 2          | 0          | 4          | 9      |

### Zona 4
| Equipos      | Encuentros | Encuentros | Encuentros | Encuentros | Puntos |
| Equipos      | PJ         | PG         | PE         | PP         | Puntos |
| ------------ | ---------- | ---------- | ---------- | ---------- | ------ |
| Marista      | 6          | 4          | 1          | 1          | 21     |
| Palermo Bajo | 6          | 2          | 1          | 3          | 14     |
| Taraguy      | 6          | 3          | 0          | 3          | 12     |
| San Ignacio  | 6          | 2          | 0          | 4          | 9      |

## Fase Final

### Cuadro de desarrollo
|  | Cuartos de final    | Cuartos de final |                     |            | Semifinales | Semifinales |  |     | Final     | Final     |  |
|  | 20/5/2017           | 20/5/2017        |                     |            | 1/7/2017    | 1/7/2017    |  |     | 29/7/2017 | 29/7/2017 |  |
|  |                     |                  |                     |            |             |             |  |     |           |           |  |
|  |                     |                  |                     |            |             |             |  |     |           |           |  |
|  | GER                 | 56               |                     |            |             |             |  |     |           |           |  |
|  | GER                 | 56               |                     |            |             |             |  |     |           |           |  |
|  | Palermo Bajo        | 20               |                     |            |             |             |  |     |           |           |  |
|  | Palermo Bajo        | 20               |                     | GER        | 28          |             |  |     |           |           |  |
|  |                     |                  |                     | GER        | 28          |             |  |     |           |           |  |
|  |                     |                  | Natación y Gimnasia | 18         |             |             |  |     |           |           |  |
|  | Natación y Gimnasia | 43               | Natación y Gimnasia | 18         |             |             |  |     |           |           |  |
|  | Natación y Gimnasia | 43               |                     |            |             |             |  |     |           |           |  |
|  | Córdoba Athletic    | 14               |                     |            |             |             |  |     |           |           |  |
|  | Córdoba Athletic    | 14               |                     |            |             |             |  | GER | 23        |           |  |
|  |                     |                  |                     |            |             |             |  | GER | 23        |           |  |
|  |                     |                  | La Tablada          | 25         |             |             |  |     |           |           |  |
|  | Marista             | 24               | La Tablada          | 25         |             |             |  |     |           |           |  |
|  | Marista             | 24               |                     |            |             |             |  |     |           |           |  |
|  | La Tablada          | 25               |                     |            |             |             |  |     |           |           |  |
|  | La Tablada          | 25               |                     | La Tablada | 17          |             |  |     |           |           |  |
|  |                     |                  |                     | La Tablada | 17          |             |  |     |           |           |  |
|  |                     |                  | Los Tordos          | 14         |             |             |  |     |           |           |  |
|  | Los Tordos          | 41               | Los Tordos          | 14         |             |             |  |     |           |           |  |
|  | Los Tordos          | 41               |                     |            |             |             |  |     |           |           |  |
|  | Santa Fe            | 19               |                     |            |             |             |  |     |           |           |  |
|  | Santa Fe            | 19               |                     |            |             |             |  |     |           |           |  |
|  |                     |                  |                     |            |             |             |  |     |           |           |  |

| Campeón La Tablada |